# Muhammad al-Munsif Bey

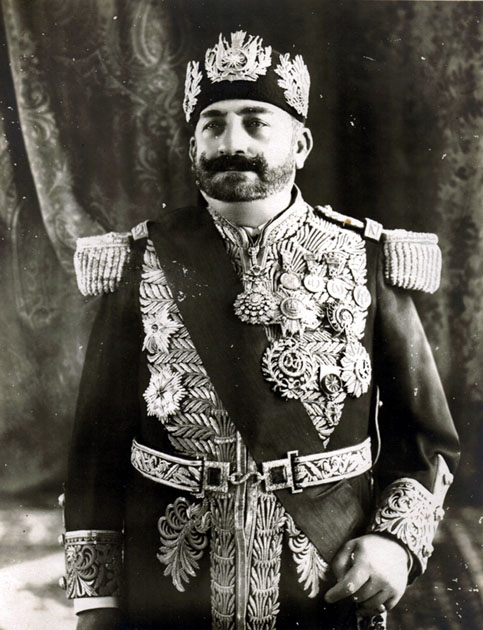
Moncef Bey

Muhammad al-Munsif Bey (auch Moncef Bey, arabisch محمد المنصف باي , DMG Muḥammad al-Munṣif Bāy; * 4. März 1881; † 1. September 1948 in Pau, Frankreich) war von Juni 1942 bis Mai 1943 Bey von Tunis und vorletzter Vertreter der husainidischen Dynastie.
Nach dem Tod von Ahmad II. am 19. Juni 1942 folgte er diesem als Bey nach. Obwohl er sich zwischen den deutschen und italienischen Truppen, die Tunesien ab November 1942 besetzten, und den Alliierten neutral verhielt, bezichtigten ihn die Franzosen der Kollaborationsversuche mit den Achsenmächten und eines zu schonenden Umgangs mit der nationalistischen Destour-Partei und strebten seine Absetzung an. Nachdem er sich zunächst erfolgreich diesem Vorgehen verweigern konnte, wurde er am 14. Mai 1943 von Generalresident Giraud aus dem Amt entfernt und durch Lamine Bey ersetzt.
Moncef Bey wird heute als eine der Hauptfiguren der nationalistischen Bewegung anerkannt, die später zur Unabhängigkeit Tunesiens (1956) führte. Seine kurze Regierungszeit war vom Kampf gegen die Korruption sowie von der Verteidigung der verfolgten Juden geprägt.